# Anton Breitner
Anton Breitner (* 18. März 1858 in Wien; † 30. Mai 1928 in Mattsee) war ein österreichischer Schriftsteller, Archäologe und Redakteur.

## Leben und Werk
Anton Breitner war der uneheliche Sohn von Anna-Rosa Breitner und des vermögenden Brauereibesitzers Anton Dreher (heutige Brauerei Schwechat). Breitner war verheiratet und hatte zwei Söhne, den Opernsänger Roland Breitner († 1954) und den bekannten Chirurgieprofessor Burghard Breitner (1884–1956).
Neben seiner Tätigkeit als Schriftsteller gründete er am 26. Dezember 1889 in Mattsee bei Salzburg den „Scheffelbund in Österreich“, aus dem 1891 der von Joseph Stöckle begründete Scheffelbund in Deutschland entstand. Zudem war er einer der Ersten, die sich mit Leben und Werk von Joseph Victor von Scheffel wissenschaftlich auseinandersetzten. Auch gründete er in seiner Villa am Wartstein in Mattsee ein „Scheffel-Museum“, das später die Stadt Karlsruhe übernahm. Von 1885 bis 1888 beteiligte sich Breitner an Ausgrabungen in Mattsee und Schalkham.

## Werke
- Die Odyssee einer Kaiserin. Eine Dichtung in fünf Gesängen auf Elisabeth von Österreich, von Müller vom Waldeck, Valerian Treu und Anton Breitner. München: Verlag Schweitzer, o. D. (verm. um 1880).
- Vindobonas Rose. Hochzeitsreise-Brevier des Vaters Danubius. München: Verlag Schweitzer, 1881.
- Der Mönch von Mattsee; 1882.
- Nicht rasten und nicht rosten! Jahrbuch des Scheffel-Bundes in Oesterreich [!] für 1891 (Hg. von Franz Pomezny). Wien, Pest & Leipzig: A. Hartleben’s Verlag, 1891. Darin von Breitner die zwei Gedichte „Dichterruhm“, „Rath“; S. 6–7.
- Nicht rasten und nicht rosten! Jahrbuch des Scheffelbundes für 1892 (Hg. von Joseph Stöckle). Stuttgart: Verlag Adolf Bonz, 1892. Darin von Breitner der Aufsatz „Mein erster und letzter Besuch bei Joseph Victor von Scheffel. Eine Abiturientenfahrt“; S. 5–11.
- Diemut. Eine Skizze mit scharf umrissenem Hintergrund. München: Verlag Schweitzer, 1894.
- Das literarische Scherbengericht; 1896.
- Nicht rasten und nicht rosten! Jahrbuch des Scheffelbundes für 1898 (Hg. von Oskar Pach). Stuttgart: Verlag Adolf Bonz, 1898. Darin von Breitner der Aufsatz „Aus dem Scheffel-Turm in Mattsee“ (Breitner nennt sich darin „Scheffeltürmer“); S.
- Iuvaviae rudera. Römische Fundstätten im Salzburger Flachgau; 1898.
- Nicht rasten und nicht rosten! Jahrbuch des Scheffelbundes für 1902 (Hg. von Oskar Pach). Darin von Breitner der Aufsatz „Die Scheffel-Nummer der Jugend. Ein Protest“; S. 65–71.
- Randglossen zur deutschen Literaturgeschichte. Moderne Salzburger Dichter. Wien: Adalbert della Torre, o. J. [um 1905].
- Joseph Victor von Scheffel und seine Literatur. Prodomos einer Scheffel-Bibliographie. Bayreuth: Verlag B. Seligsberg, 1912.

## Herausgeber
- Scheffel-Gedenkbuch. Aus Anlass der Gründung des Scheffel-Bundes in Oesterreich. Wien, Pest & Leipzig: A. Hartleben’s Verlag, 1890.
- Jahresbericht des Scheffelbundes. Jahrgang 1891. (Mit belletristischen Beilagen in Vers und Prosa.) Salzburg: Selbstverlag des Scheffelbundes, Buchdruckerei R. Kiesel, 1891.
- Literaturbilder Fin de Siècle. I. Bändchen: „Scheffel“. Leipzig-Reudnitz: Verlag Robert Baum, 1898.
- Joseph Victor von Scheffels Werke und der § 9 des Gesetzes über das Urheberrecht (43 Proteste deutscher Schriftsteller und Dichter). Bayreuth: Verlag B. Seligsberg, 1913.